# Matias Aguayo
Matias Aguayo (né en 1975 à Santiago, au Chili) est un producteur et DJ germano-chilien.

## Biographie
Matias est né à Santiago, au Chili, et a grandi à Gummersbach, en Allemagne. En 1997, il travaille avec Michael Mayer sous le nom de projet Zimt et sort son premier single U.O.A.A. sur le label Ladomat 2000. Peu après, il fonde le projet Closer Musik avec Dirk Leyers,. En 2004, le groupe se sépare et Aguayo lance sa carrière solo avec l'album Are You Really Lost ?
En 2006, Aguayo est l'un des quatre organisateurs des soirées Bumbumbox, qui se déroulent à l'improviste dans l'espace public de plusieurs grandes villes d'Amérique du Sud. Les organisateurs de la fête fondent ensuite le label techno Cómeme, qui se concentre sur la sortie de musique de producteurs sud-américains.

## Discographie
- 2005 : Are You Really Lost? (Kompakt)
- 2009 : Ay Ay Ay (Kompakt)
- 2011 : I Don't Smoke (Kompakt)
- 2013 : The Visitor (Cómeme)
- 2019 : Support Alien Invasion (Cómeme, Crammed Discs)